# Eilif Skaar
Eilif Skaar, född 27 november 1886 i Fana i Norge, död 7 augusti 1954 i Stockholm, var en svensk filmproducent och produktionsledare.
Skaar anställdes som exportchef vid AB Svenska Biografteatern och arbetade i den befattningen vid AB Svensk Filmindustri 1913-1923. Han blev direktör för Svensk Filmexport AB 1924. Han blev ateljéchef vid Europa Studio 1935.

## Producent
- 1917 – Envar sin egen lyckas smed
- 1923 – Där norrskenet flammar